# 歯髄充血
歯髄充血（しずいじゅうけつ、pulp hyperemia）とは歯髄疾患の一つで歯髄内の血管に血液がたまること。充血と言うが、通常、歯髄充血では充血と鬱血を区別しない。可逆性の歯髄疾患であり、歯髄炎の初期症状として、歯髄炎に分類される場合もある。

## 症状
自発痛無し。冷熱刺激により疼痛を持つ。原因を除去すれば疼痛は持続しない。長引くと歯髄炎に移行する事もある。

## 原因
う蝕の細菌を原因とするもののほか、歯の切削時の摩擦熱や刺激、口腔内の温度の急変などがある。

## 治療
通常は、歯髄鎮痛消炎療法、覆髄法等で経過観察を行う。回復しない場合は抜髄を行うこともある。